# Conde da Praia e Monforte
Conde da Praia e Monforte é um título nobiliárquico criado por D. Luís I de Portugal, por Decreto de 9 de Janeiro de 1881, em favor de António Borges de Medeiros Dias da Câmara e Sousa, antes 2.º Visconde da Praia e depois 1.º Marquês da Praia e Monforte. O título "de Monforte" foi concedido pelo direito de sua mulher, senhora desta Casa, filha única do 1.º Visconde de Monforte.
Titulares
1. António Borges de Medeiros Dias da Câmara e Sousa, 2.º Visconde da Praia, 1.º Conde e 1.º Marquês da Praia e Monforte.